# Siniolchu
Le Siniolchu est l'un des plus hauts sommets du Sikkim. Cette montagne de 6 888 mètres d'altitude est considérée comme étant particulièrement esthétique, décrite par Douglas Freshfield comme « le plus superbe triomphe de l'architecture montagnarde et la plus belle montagne enneigée du monde ». Ce sommet est situé près du lac vert adjacent au Kangchenjunga, le plus haut pic du pays et le troisième plus haut sommet de la planète.

## Ascensions
- 1936 - Première ascension par les grimpeurs allemands Karl Wien, Adi Göttner et Paul Bauer